# Luc Descamps
Luc Descamps (Wilrijk, 27 april 1962) is een Belgisch schrijver. Hij schrijft voornamelijk jeugdboeken. Hij is met name bekend door de boekenreeks De donkere getallen, gericht op kinderen van 10 tot 14 jaar. Met het boek De donkere getallen III: de grot van Merlijn behaalde hij in 2007 de eerste prijs van de Kinder- en Jeugdjury Vlaanderen. Ook schreef hij het boek: Kristal van hoop.                                                                                           

## Biografie
Descamps studeerde moderne talen en werkte als leraar Nederlands, Engels en Duits. In 2001 bracht hij De dodelijke pijp uit. Daarna begon hij met het schrijven van de succesreeks De donkere getallen, waarvan begin 2020 het 8ste deel verscheen. Voor deze reeks is er interesse uit Amerika om hiervan een tv-reeks te maken. In het totaal schreef hij 54 boeken, waaronder acht gidsen. De boeken die hij schrijft zijn onder te verdelen in verschillende categorieën: waargebeurde verhalen, realistische verhalen, avonturenverhalen en fantasy, young adults. Zijn boeken zijn meerdere malen genomineerd voor de KJV en vielen ook geregeld in de prijzen. Zijn laatste nominatie was met het boek: ‘En ik dan?’ in 2019.
Descamps geeft door heel Vlaanderen auteurslezingen om het lezen bij de jeugd te bevorderen.
Hij heeft het diploma van leraar Nederlands, Duits en Engels op het niveau van regent.
Hij is de vader van zanger-acteur en schrijver Timo Descamps.

## Prijzen
- 2002 - De dodelijke pijp: derde prijs, Kinder- en Jeugdjury Vlaanderen
- 2003 - Kleuren: eerste prijs 12 tot 14 jaar, Kinder- en Jeugdjury Limburg
- 2004 - Schaduwwereld: tweede prijs 12 tot 14 jaar, Kinder- en Jeugdjury Vlaanderen
- 2007 - De donkere getallen III: de grot van Merlijn: eerste prijs 10 tot 12 jaar, Kinder- en Jeugdjury Vlaanderen
- 2020 - En ik dan? Kinder- en Jeugdjury Vlaanderen.

- Digitale Bibliotheek voor de Nederlandse Letteren: desc009
- Gemeinsame Normdatei: 1162647493
- International Standard Name Identifier: 0000 0003 6918 1105
- MusicBrainz: 8b08c113-4e00-487e-8ad3-861bd8130ad7
- Nederlandse Thesaurus van Auteursnamen: 216573602
- Virtual International Authority File: 289936612
- WorldCat: E39PBJcBYhf4vBgKFYGDxbqfbd